# Chiksulikeri, Koppal
Chiksulikeri là một làng thuộc tehsil Koppal, huyện Koppal, bang Karnataka, Ấn Độ.